# Elecciones presidenciales de Filipinas de 1965
Las elecciones presidenciales de Filipinas de 1965 se realizaron el 9 de noviembre y marcaron la llegada al poder de Ferdinand Marcos. Fue la primera elección en la cual todos los candidatos habían nacido después de la colonización española. Una cifra sin precedentes de doce candidatos se presentaron a la presidencia, pero solo tres tuvieron la posibilidad de obtener más de 200 votos, y los demás eran candidatos considerados "molestos" por su escasa relevancia. Diosdado Macapagal fracasó en obtener la reelección ante Ferdinand Marcos, entonces miembro del Partido Nacionalista, que obtuvo casi el 52% de los votos. Su compañero de fórmula, Fernando López, obtuvo la vicepresidencia con algunos votos menos.

## Resultados

### Presidenciales
| Candidatos           | Candidatos           | Partidos                                | Votos     | %      |
| -------------------- | -------------------- | --------------------------------------- | --------- | ------ |
|                      | Ferdinand Marcos     | Partido Nacionalista                    | 3,861,324 | 51.94% |
|                      | Diosdado Macapagal   | Partido Liberal                         | 3,187,752 | 42.88% |
|                      | Raúl Manglapus       | Partido Progresista                     | 384,564   | 5.17%  |
|                      | Gaudencio Bueno      | Nuevo Partido de la Hoja                | 199       | 0.01%  |
|                      | Aniceto A. Hidalgo   | Nuevo Partido de la Hoja                | 156       | 0.01%  |
|                      | Segundo B. Baldovi   | Partido de la Nación                    | 139       | 0.01%  |
|                      | Nic V. Garces        | Partido Progresista Popular Democrático | 130       | 0.01%  |
|                      | German F. Villanueva | Independiente                           | 106       | 0.01%  |
|                      | Guillermo M. Mercado | Partido Laborista                       | 27        | 0.01%  |
|                      | Antonio Nicolas Jr.  | Partido Aliado                          | 27        | 0.01%  |
|                      | Blandino P. Ruan     | Partido Filipino Pro-Socialista         | 6         | 0.01%  |
|                      | Praxedes Floro       | Independiente                           | 1         | 0.01%  |
|                      |                      |                                         |           |        |
| Total                | Total                | Total                                   | 7.434.431 | 100%   |
|                      |                      |                                         |           |        |
| Votos válidos        | Votos válidos        | Votos válidos                           | 7.434.431 | 97.7%  |
| Votos anulados       | Votos anulados       | Votos anulados                          | 175.620   | 2.3%   |
| Votos en total       | Votos en total       | Votos en total                          | 7.610.051 | 76.4%  |
| Votantes registrados | Votantes registrados | Votantes registrados                    | 9.962.345 |        |

### Vicepresidenciales
| Candidatos           | Partidos             | Partidos             | Resultados | Resultados |
| Candidatos           | Partidos             | Partidos             | Votos      | %          |
| -------------------- | -------------------- | -------------------- | ---------- | ---------- |
| Fernando López       |                      | Partido Nacionalista | 3.531.550  | 48.48%     |
| Gerardo Roxas        |                      | Partido Liberal      | 3.504.826  | 48.11%     |
| Manuel Manahan       |                      | Partido Progresista  | 247.426    | 3.40%      |
| Gonzalo D. Vasquez   |                      | RPP                  | 644        | 0.01%      |
| Severo Capales       |                      | NLP                  | 193        | 0.01%      |
| Eleodoro Salvador    |                      | Partido de la Nación | 172        | 0.01%      |
| Votos válidos        | Votos válidos        | Votos válidos        | 7.284.811  | 95.7%      |
| Votos anulados       | Votos anulados       | Votos anulados       | 325.240    | 4.3%       |
| 'Votos en total      | 'Votos en total      | 'Votos en total      | 7.610.051  | 76.4%      |
| Votantes registrados | Votantes registrados | Votantes registrados | 9.962.345  | 100.00%    |